# سیمون تیریبوکی
سیمون تیریبوکی (انگلیسی: Simone Tiribocchi؛ زادهٔ ۳۱ ژانویهٔ ۱۹۷۸) بازیکن فوتبال اهل ایتالیا است.
از باشگاه‌هایی که در آن بازی کرده‌است می‌توان به باشگاه ورزشی لاتزیو، باشگاه فوتبال تورینو، باشگاه فوتبال لچه، باشگاه فوتبال کیه‌وو ورونا، باشگاه فوتبال آنکونا، باشگاه فوتبال پیستویزه، باشگاه فوتبال روبور سیه‌نا، باشگاه فوتبال آتالانتا، باشگاه فوتبال بنونتو، باشگاه فوتبال امپولی، باشگاه فوتبال ویچنزا، و باشگاه فوتبال پرو ورچلی اشاره کرد.